# فردریک کوتیه
فردریک کوتیه (فرانسوی: Frédéric Cottier‎؛ زادهٔ ۵ فوریهٔ ۱۹۵۴) سوارکار پرش اهل فرانسه است.